# Sokolovna v Litomyšli
Sokolovna v Litomyšli je sídlo městské tělovýchovné jednoty postavené v letech 1924–1925. Od 3. května 1958 je budova památkově chráněná.

## Historie a popis
Litomyšlská sokolovská jednota byla založena v roce 1870, avšak fond k výstavbě důstojné sokolovny byl zřízen až o 11 let později, po překonání úvah o využití prostor v divadelní budově, a roku 1895 bylo ustanoveno Družstvo pro zřízení tělocvičny. Roku 1913 byl vybrán lukrativní pozemek na tzv. Krausově poli a byla spuštěna architektonická soutěž, ve které krom tělocvičen musely být zahrnuty i prostory pro nezbytné hygienické zázemí sportovců, čítárny, knihovny a kolumbárium. Vítězně z ní vyšel Bohumil Hübschmann, žák vídeňského architekta Otty Wagnera, jenž navrhl budova s rovnou střechou, v té době se mělo jednat o zcela první budovu v Litomyšli s tímto typem střechy, a dekory nezatíženou fasádu, jíž měla dominovat socha atleta nad hlavním vchodem. Realizace, pro niž byl již pořízen stavební materiál, byla však zmařena začátkem první světové války.

K projektu se litomyšlský Sokol vrátil až roku 1923. Architektem se nakonec stal František Krásný, rovněž Wagnerův žák, jenž sokolovnu o nepravidelném půdorysu navrhl v novoklasicistním slohu, kloubícím se s funkcionalismem, složenou z mohutných hranolových objemů a kombinující rovnou i sedlovou střechu. Obdobné prvky nalézáme i u jiných Krásného projektů sokoloven. Nový projekt byl vypracován již bez původního požadavku na výstavbu kolumbária a knihovny s čítárnou. Krásný ponechal exteriéru budovy strohý vzhled (krom plastiky Cvičence od Jaroslava Brůhy umístěné poblíž hlavního vchodu a na bočních štítech připevněných soch letitých sokolů), čímž se ve srovnání s jeho předchozími realizace vymyká dekorativismu. Výzdoby se nevzdal v interiéru sokolovny; např. do hlavního tělocvičného sálu s balkonem na třech arkádových pilířích umístil fabionové římsy.

K slavnostnímu otevření došlo 15.–16. srpna 1925.